# Liste der Gemeinden im Landkreis Oldenburg

Karte des Landkreises Oldenburg

Die Liste der Gemeinden im Landkreis Oldenburg gibt einen Überblick über die 15 kleinsten Verwaltungseinheiten des Landkreises Oldenburg. Die Kreisstadt ist Wildeshausen.

## Beschreibung
Der Landkreis hat eine Gesamtfläche von 1063,16 km2. Die größte Fläche innerhalb des Landkreises hat die Gemeinde Großenkneten mit 176,28 km2. Die flächenmäßig kleinste Gemeinde ist Dünsen mit 10,85 km2.
Den größten Anteil an der Bevölkerung des Landkreises von 131.965 Einwohnern hat die Gemeinde Ganderkesee mit 31.309 Einwohnern gefolgt von der Kreisstadt Wildeshausen mit 21.277 Einwohnern. Die zwei von der Einwohnerzahl her kleinsten Gemeinden sind Prinzhöfte mit 636 Einwohnern und Winkelsett mit 508 Einwohnern.
Der gesamte Landkreis Oldenburg hat eine Bevölkerungsdichte von 124 Einwohnern pro km2. Die größte Bevölkerungsdichte innerhalb des Kreises hat die Gemeinde Ganderkesee mit 226 Einwohnern pro km2. Die am dünnsten besiedelte Gemeinde ist Prinzhöfte mit 15 Einwohnern pro km2.

## Legende
- Gemeinde: Name der Gemeinde beziehungsweise Stadt
- Wappen: Wappen der Gemeinde beziehungsweise Stadt
- Karte: Zeigt die Lage der Gemeinde beziehungsweise Stadt im Landkreis
- Fläche: Fläche der Stadt beziehungsweise Gemeinde, angegeben in Quadratkilometer
- Einwohner: Zahl der Menschen die in der Gemeinde beziehungsweise Stadt leben (Stand: 31. Dezember 2023[1])
- EW-Dichte: Angegeben ist die Einwohnerdichte, gerechnet auf die Fläche der Verwaltungseinheit, angegeben in Einwohner pro km2 (Stand: 31. Dezember 2023[2])
- Höhe: Höhe der namensgebenden Ortschaft beziehungsweise Stadt in Meter über Normalnull
- Bild: Bild aus der jeweiligen Gemeinde beziehungsweise Stadt

## Gemeinden
| Gemeinde               | Wappen                               | Karte                                                     | Fläche   | Einwohner | EW- Dichte | Höhe | Bild                                                 |
| ---------------------- | ------------------------------------ | --------------------------------------------------------- | -------- | --------- | ---------- | ---- | ---------------------------------------------------- |
| Landkreis Oldenburg    | Wappen des Landkreises Oldenburg     | Lage des Landkreises Oldenburg in Niedersachsen           | 1.063,16 | 131,965   | 124        |      | Kreishaus in Wildeshausen                            |
| Dötlingen              | Wappen der Gemeinde Dötlingen        | Lage der Gemeinde Dötlingen im Landkreis Oldenburg        | 101,86   | 6.203     | 61         | 22   | Kirche St. Firminus in Dötlingen                     |
| Ganderkesee            | Wappen der Gemeinde Ganderkesee      | Lage der Gemeinde Ganderkesee im Landkreis Oldenburg      | 138,27   | 31,309    | 226        | 27   | Rathaus Ganderkesee                                  |
| Großenkneten           | Wappen der Gemeinde Großenkneten     | Lage der Gemeinde Großenkneten im Landkreis Oldenburg     | 176,28   | 15,658    | 89         | 37   | Landesforstamt Ahlhorn                               |
| Hatten                 | Wappen der Gemeinde Hatten           | Lage der Gemeinde Hatten im Landkreis Oldenburg           | 103,56   | 14,242    | 138        | 14   | Hatten Rathaus                                       |
| Hude (Oldenburg)       | Wappen der Gemeinde Hude (Oldenburg) | Lage der Gemeinde Hude (Oldenburg) im Landkreis Oldenburg | 124,64   | 15,955    | 128        | 5    | Klosterruine Hude                                    |
| Wardenburg             | Wappen der Gemeinde Wardenburg       | Lage der Gemeinde Wardenburg im Landkreis Oldenburg       | 118,67   | 16,427    | 138        | 8    | Kriegs-Ehrendenkmal auf dem Tillyhügel in Wardenburg |
| Wildeshausen (Stadt)   | Wappen der Stadt Wildeshausen        | Lage der Stadt Wildeshausen im Landkreis Oldenburg        | 89,5     | 21,277    | 238        | 19   | Wildeshausen Altes Rathaus                           |
| Samtgemeinde Harpstedt | Wappen der Samtgemeinde Harpstedt    | Lage der Samtgemeinde Harpstedt im Landkreis Oldenburg    | 210,39   | 9.750     | 46         |      | Harpstedt Amtshof                                    |
| Beckeln                | Wappen der Gemeinde Beckeln          | Lage der Gemeinde Beckeln im Landkreis Oldenburg          | 33,42    | 785       | 23         | 40   | Groß Köhren                                          |
| Colnrade               | Wappen der Gemeinde Colnrade         | Lage der Gemeinde Colnrade im Landkreis Oldenburg         | 18,45    | 797       | 43         | 32   | Die Hunte bei Colnrade                               |
| Dünsen                 | Wappen der Gemeinde Dünsen           | Lage der Gemeinde Dünsen im Landkreis Oldenburg           | 10,85    | 1.211     | 112        | 33   | Der Funkturm in Dünsen                               |
| Groß Ippener           | Wappen der Gemeinde Groß Ippener     | Lage der Gemeinde Groß Ippener im Landkreis Oldenburg     | 28,06    | 1.051     | 37         | 32   | Ortseingang von Groß Ippener                         |
| Harpstedt (Flecken)    | Wappen des Flecken Harpstedt         | Lage des Flecken Harpstedt im Landkreis Oldenburg         | 23,46    | 4.741     | 202        | 35   | Delme in der Nähe des Amtshofs                       |
| Kirchseelte            | Wappen der Gemeinde Kirchseelte      | Lage der Gemeinde Kirchseelte im Landkreis Oldenburg      | 14,98    | 1.165     | 78         | 29   |                                                      |
| Prinzhöfte             | Wappen der Gemeinde Prinzhöfte       | Lage der Gemeinde Prinzhöfte im Landkreis Oldenburg       | 41,98    | 636       | 15         | 32   | Klein Henstedt                                       |
| Winkelsett             | Wappen der Gemeinde Winkelsett       | Lage der Gemeinde Winkelsett im Landkreis Oldenburg       | 39,18    | 508       | 13         | 42   | Die Hölinger Wassermühle am Lütnantsbach             |